# Chris Munro
Chris Munro (* vor 1972) ist ein britischer Tontechniker und arbeitete seit 1972 an über 80 Filmen mit, darunter James Bond 007 – Casino Royale (2006), Sherlock Holmes (2009) und Gravity (2013). Munro erhielt während seiner Karriere zahlreiche Nominierungen und Auszeichnungen, darunter zwei Oscars sowie zwei BAFTA-Awards.

## Karriere
Zu Beginn seiner Karriere arbeitete Munro an der britischen Agenten-Actionserie Die Profis (1979 bis 1980). Später war er an Filmen wie Ein Fisch namens Wanda (1988) oder Robin Hood – König der Diebe (1991) beteiligt. 1995 erhielt Munro für seine Arbeit am Film Backbeat seine erste Nominierung für einen BAFTA-Award. Im Jahr 2000 folgte die erste Oscar-Nominierung in der Kategorie „Bester Ton“ für Die Mumie. 2002 wurde Munro für Black Hawk Down mit einem Oscar ausgezeichnet, nachdem er zuvor an James Bond 007 – Die Welt ist nicht genug (1999) und Lara Croft: Tomb Raider (2001) mitgewirkt hatte. 2006 erhielt Munro eine Nominierung bei den Genie Awards für Wahre Lügen. Nach weiteren Arbeiten an James Bond 007: Ein Quantum Trost und Operation Walküre (beide 2008) sowie Sherlock Holmes: Spiel im Schatten (2011) erhielt Munro 2012 eine Nominierung bei den Satellite Awards für Snow White and the Huntsman. Bei der Oscarverleihung 2014 folgte eine Nominierung für Captain Phillips. Gleichzeitig wurde Munro dort mit einem Oscar für Gravity ausgezeichnet, für den er auch einen BAFTA-Award erhielt.

## Filmografie (Auswahl)
- 1979–1980: Die Profis
- 1987: Das vierte Protokoll (The Fourth Protocol)
- 1988: Ein Fisch namens Wanda (A Fish Called Wanda)
- 1991: Robin Hood – König der Diebe (Robin Hood: Prince of Thieves)
- 1994: Backbeat
- 1997: James Bond 007 – Der Morgen stirbt nie (Tomorrow Never Dies)
- 1999: Die Mumie (The Mummy)
- 1999: James Bond 007 – Die Welt ist nicht genug (The World Is Not Enough)
- 2000: 102 Dalmatiner (102 Dalmatians)
- 2000: Chocolat – Ein kleiner Biss genügt (Chocolat)
- 2001: Lara Croft: Tomb Raider
- 2001: Black Hawk Down
- 2002: James Bond 007 – Stirb an einem anderen Tag (Die Another Day)
- 2003: Lara Croft: Tomb Raider – Die Wiege des Lebens
- 2004: Van Helsing
- 2005: Sahara – Abenteuer in der Wüste (Sahara)
- 2006: Wahre Lügen (Where the Truth Lies)
- 2006: Flug 93 (United 93)
- 2006: Das Mädchen aus dem Wasser (Lady in the Water)
- 2006: James Bond 007 – Casino Royale (Casino Royale)
- 2008: James Bond 007: Ein Quantum Trost (Quantum of Solace)
- 2008: Operation Walküre – Das Stauffenberg-Attentat (Valkyrie)
- 2009: Sherlock Holmes
- 2010: The American
- 2011: Sherlock Holmes: Spiel im Schatten (Sherlock Holmes: A Game of Shadows)
- 2012: Snow White and the Huntsman
- 2012: R.E.D. 2 (RED 2)
- 2013: Captain Phillips
- 2013: Gravity
- 2014: Maleficent – Die dunkle Fee (Maleficent)